# Lake Burragorang
Lake Burragorang är en sjö i Australien. Den ligger i delstaten New South Wales, i den sydöstra delen av landet, omkring 73 kilometer väster om delstatshuvudstaden Sydney. Lake Burragorang ligger 118 meter över havet. Arean är 71 kvadratkilometer. Den sträcker sig 37,7 kilometer i nord-sydlig riktning, och 26,6 kilometer i öst-västlig riktning.
I omgivningarna runt Lake Burragorang växer i huvudsak städsegrön lövskog. Runt Lake Burragorang är det glesbefolkat, med 14 invånare per kvadratkilometer. Genomsnittlig årsnederbörd är 1 166 millimeter. Den regnigaste månaden är februari, med i genomsnitt 216 mm nederbörd, och den torraste är juli, med 35 mm nederbörd.